# Lomanoše
Lomanoše este o localitate din comuna Gornja Radgona, Slovenia, cu o populație de 265 de locuitori.